# نخجیر ۳

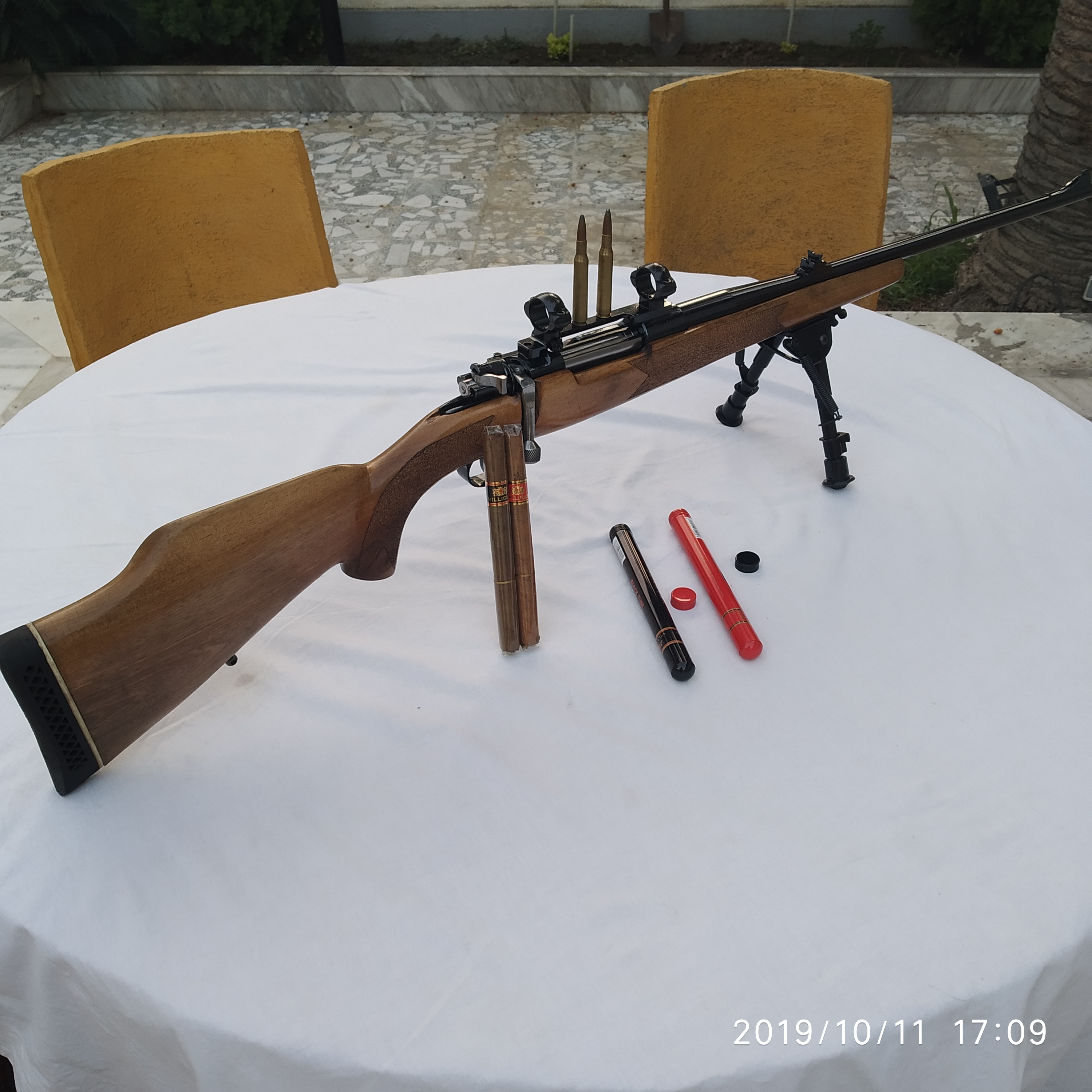
اسلحه شکاری گلوله زنی نخجیر 3 ساخت ایران

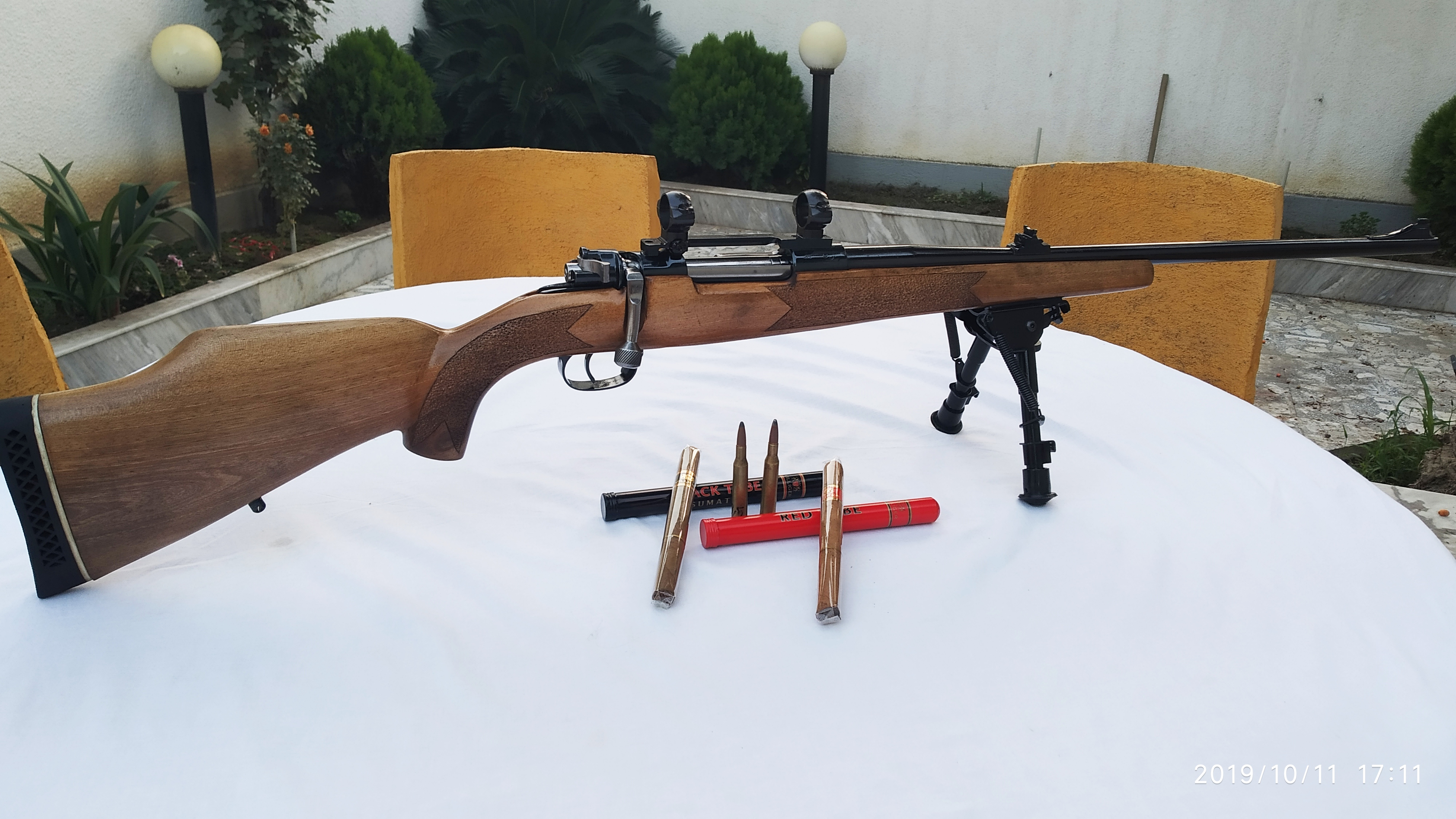
اسلحه گلوله زنی نخجیر 3کالیبر 270 ساخت ایران

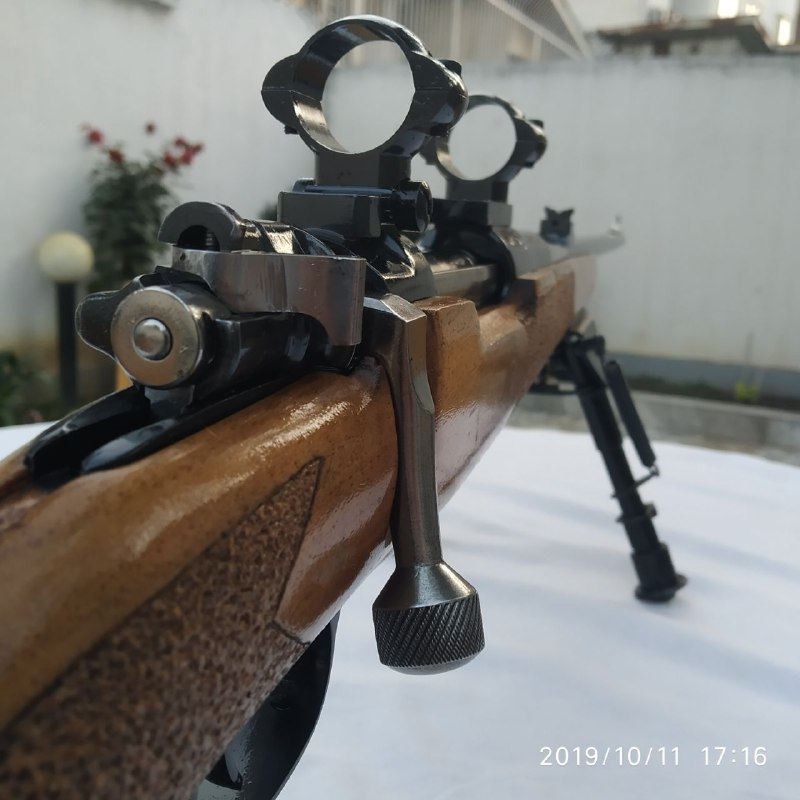
اسلحه گلوله زنی نخجیر 3 کالیبر 270 ساخت ایران

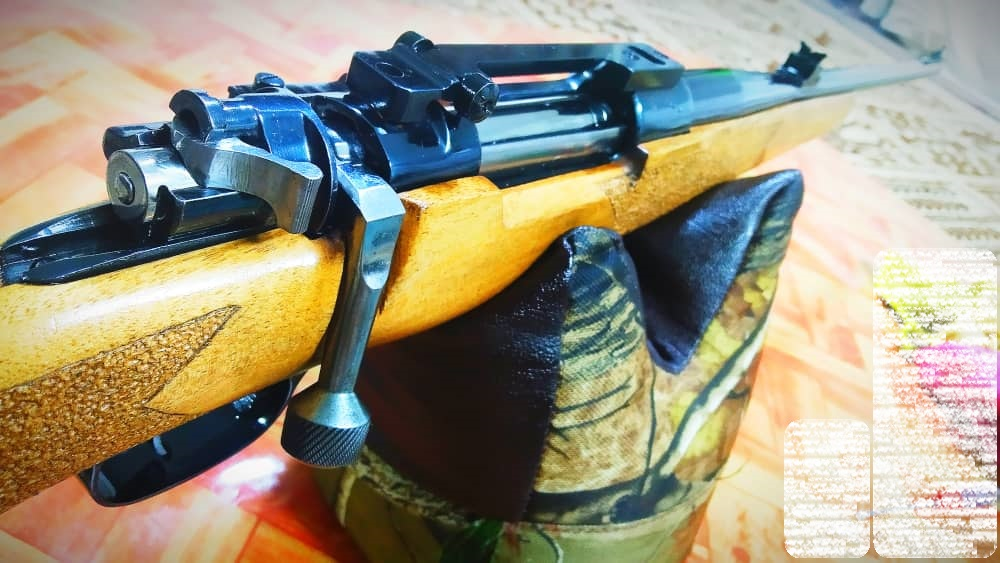
در اسلحه نخجیر 3 از کپ و مکانیزم گلن گدن ماوزر استفاده شده

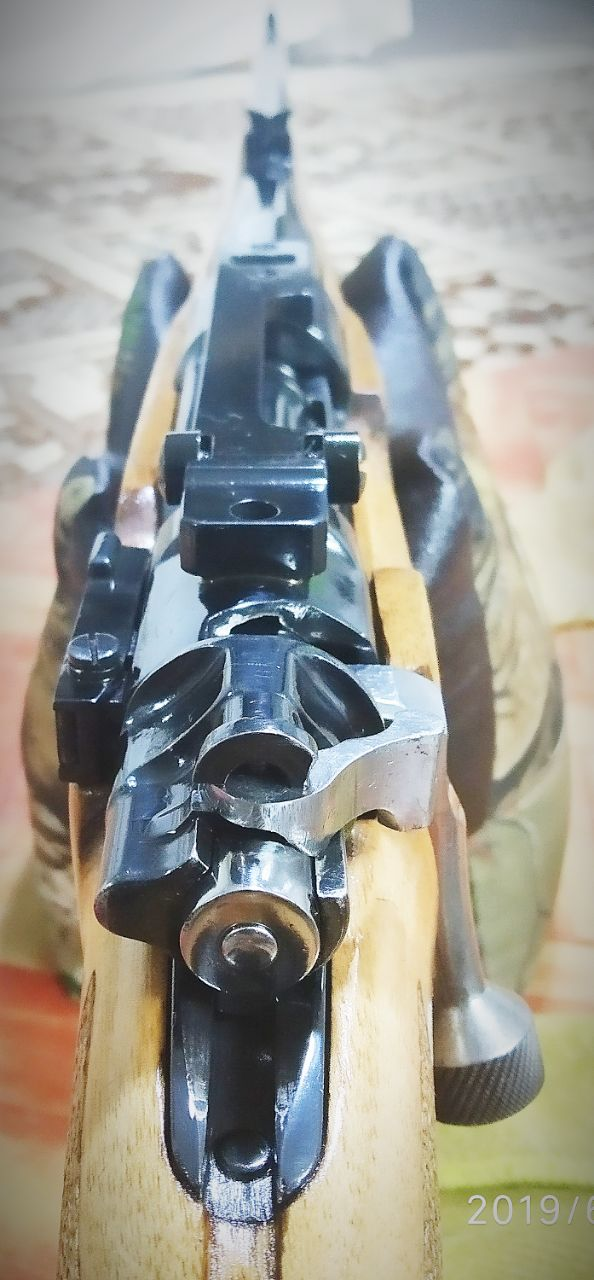
اسلحه شکاری گلوله زنی نخجیر ۳ ساخت ایران

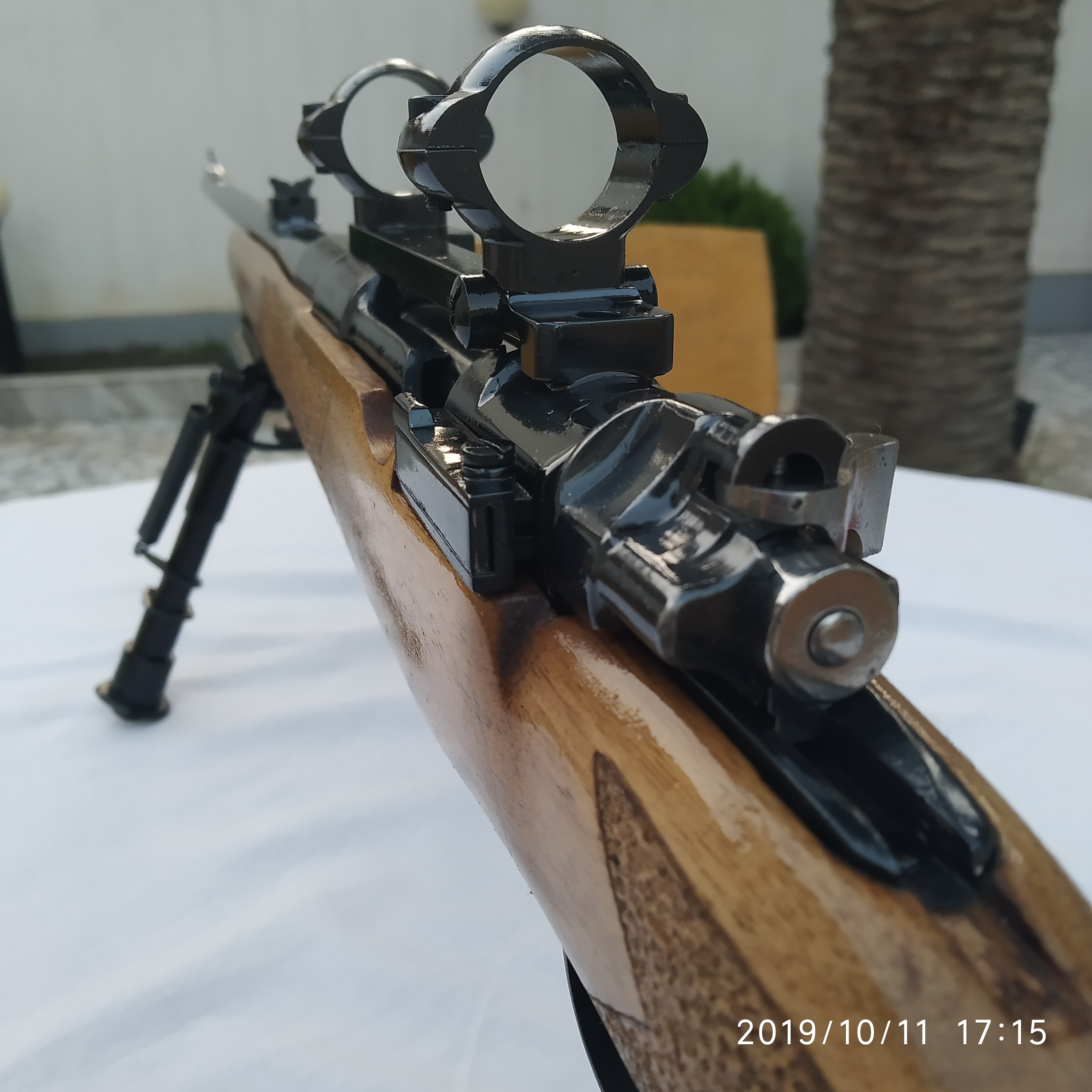
نخجیر 3

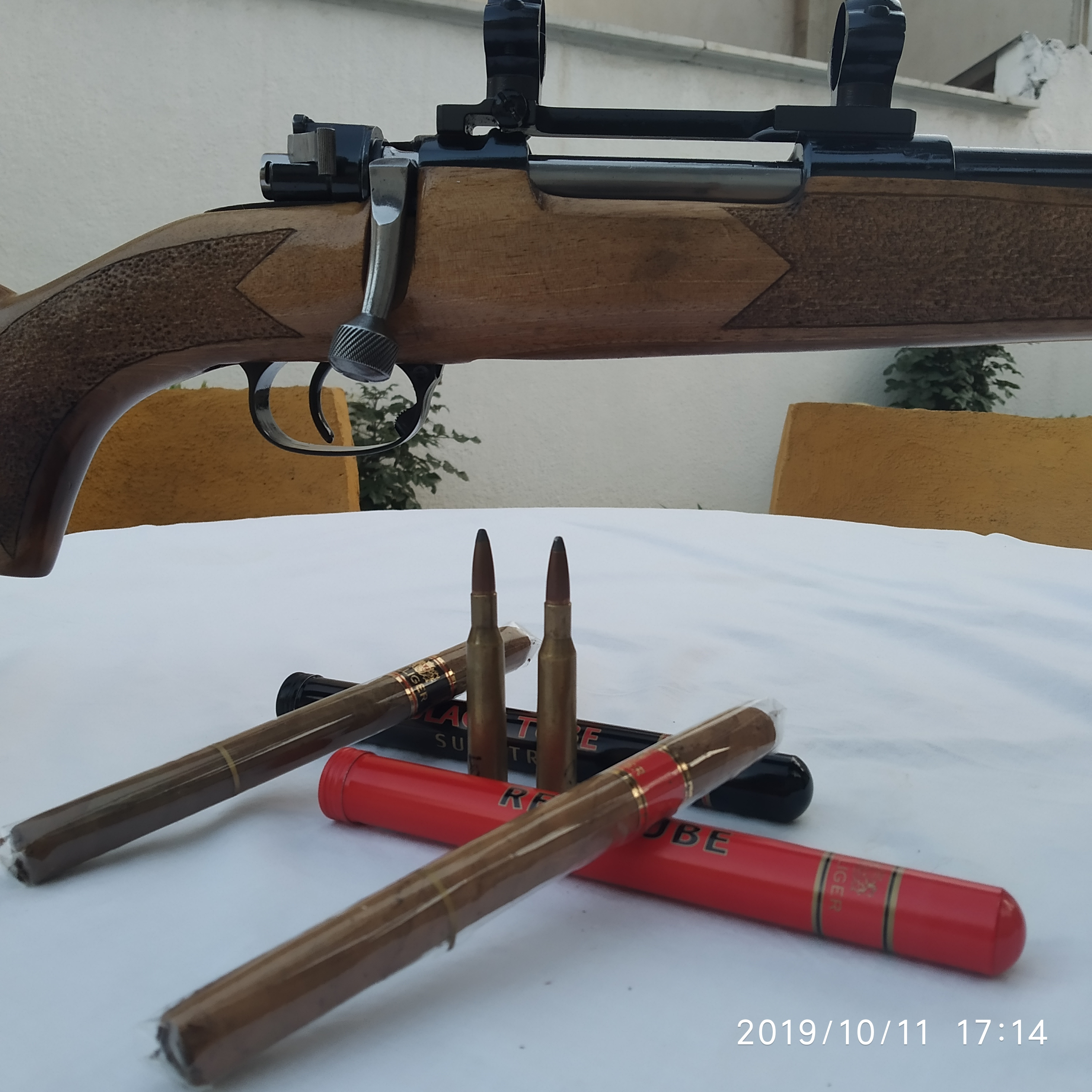
در اسلحه نخجیر 3 از کپ و مکانیزم گلن گدن ماوزر استفاده شده است

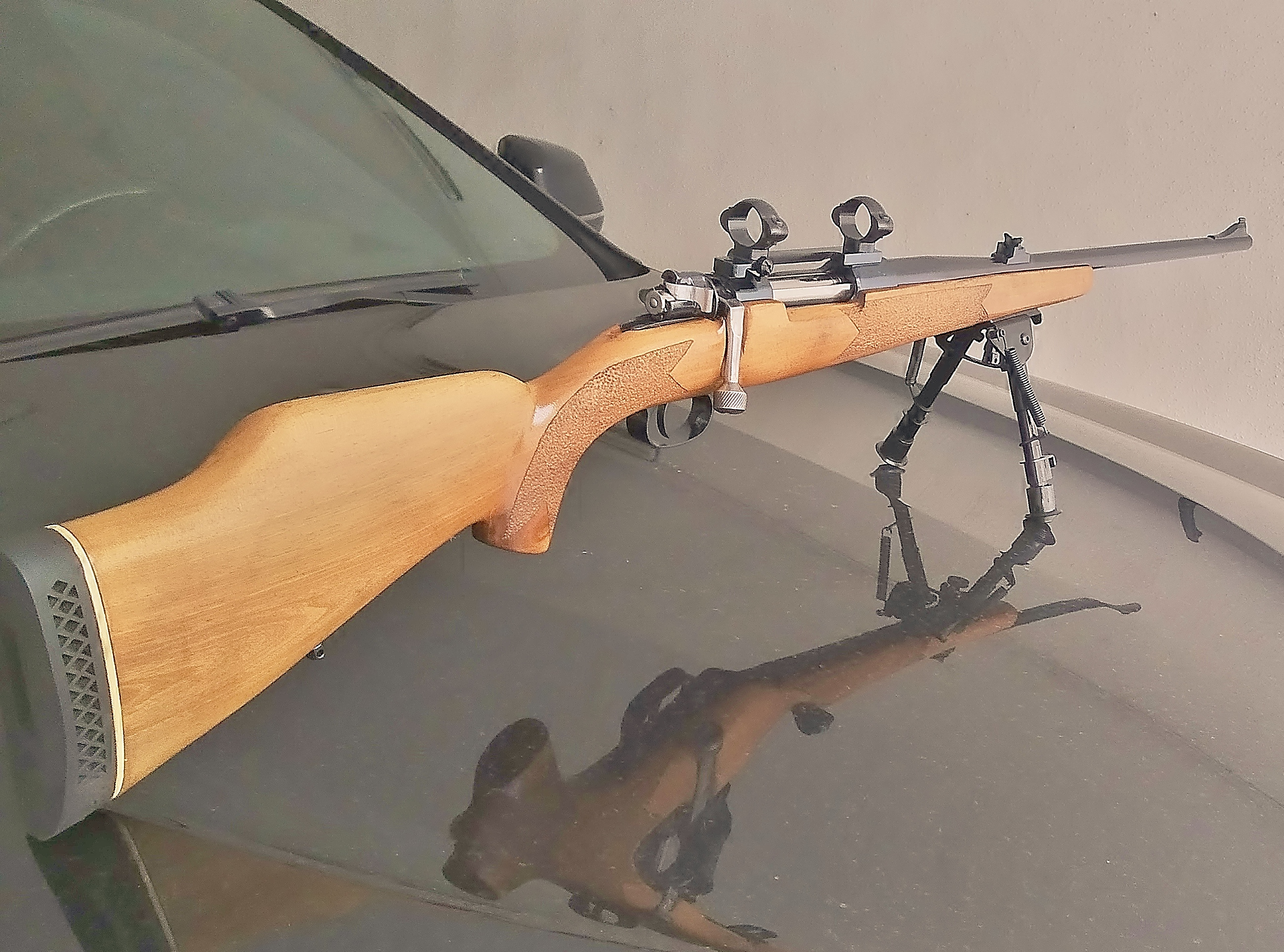
اسلحه گلوله زنی نخجیر 3 کالیبر 270 ساخت ایران

نخجیر۳ یک تفنگ شکاری جهت شکار چهارپایان است. لوله سلاح از جنس فولاد ضدزنگ و دارای ۴ خان راستگرد بوده و به صورت معمول با کالیبر ۰.۲۷۰ ارائه می‌شود و قابلیت عرضه با کالیبرهای ۵۷×۸، ۰۶-۰.۳۰، ۰.۳۰۸ را دارا می باشد. جنس قنداق سلاح از چوب گردو، دارای ضامن سه وضعیتی، تجهیزات کامل نشانه روی اعم از شکاف درجه قابل تنظیم، مگسک و ادوات مربوط به نصب دوربین نیز است.
این سلاح ترکیبی از تفنگ برنو و لوله کالیبر ۰.۲۷۰ وینچستر است.

## مشخصات عمومی
- کالیبر:  0.270 - 06-0.30 - 0.308
- طول سلاح: 1120میلیمتر
- برد مؤثر بدون دوربین: 300متر
- برد مؤثر با دوربین: 700متر
- برد نهایی: 5000متر
- خشاب: 5 تیری